# Macrossomia fetal

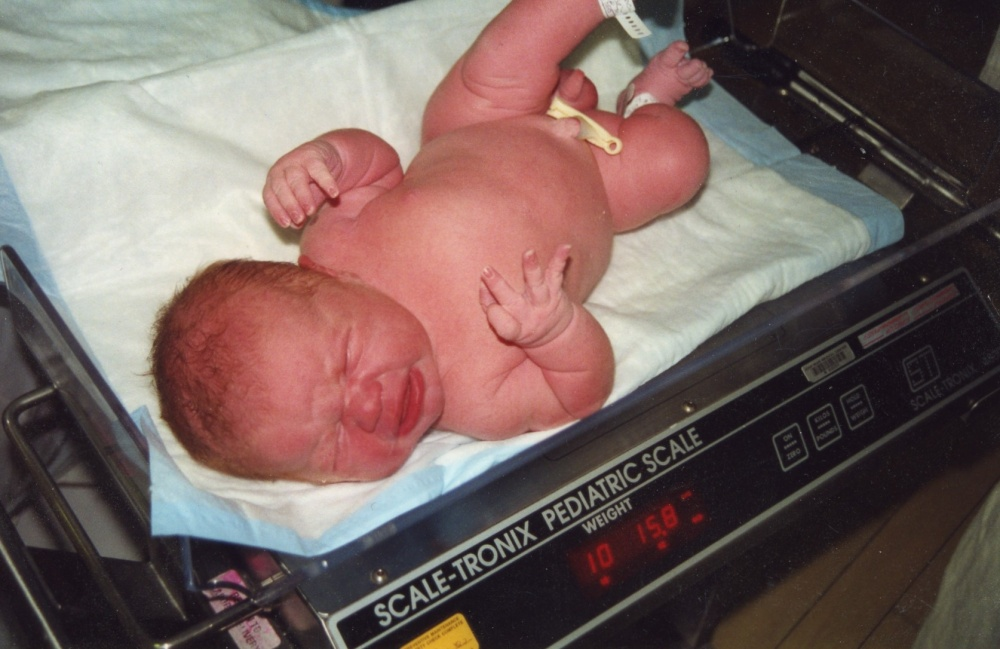
Um recém nascido pesando 5 kg

Macrossomia fetal é termo utilizado para definir recém-nascido com peso igual ou superior a 4.000 g independente da idade gestacional. Não existe consenso geral sobre a definição de macrossomia fetal, todavia, a forma mais aceita para esta definição seria por meio do peso em relação a idade gestacional, considerando-se macrossômico o feto com peso acima do percentil 90 em relação a sua idade gestacional.
A macrossômia fetal pode ocorrer tanto a partir de uma gestação normal quanto se originar de processo patológico. Outros fatores envolvidos neste processo são genética; duração da gestação, presença de diabetes gestacional, e classe A, B, C, diabetes mellitus, estatura materna, idade materna, etnia, antecedente de macrossômia e ganho ponderal durante a gestação.

## Fisiopatologia
A macrossomia está relacionado com a condição associada materna ou fetal que contabiliza o seu desenvolvimento. Em geral, a diabetes mal controlada, obesidade materna, e excessivo ganho de peso materno são todos associados com macrossomia e intermitentes períodos de hiperglicemia têm em comum. Hiperglicemia no feto resulta na estimulação da insulina, o hormônio do crescimento, e outros fatores de crescimento, o que, por sua vez, estimulam o crescimento fetal e deposição de gordura e glicogênio. Avançada idade gestacional resulta em um maior peso ao nascer na entrega possibilitando o crescimento pelo processo continue no útero.